# Durbuy
Durbuy là một thành phố và đô thị ở tỉnh Luxembourg. Ngày 1 tháng 1 năm 2007 đô thị này có 10.633 dân. Tổng diện tích là 156,61 km², với mật độ dân số 67,9 người trên mỗi km².
Trong thời kỳ Trung cổ, Durbuy đã là một trung tâm công thương nghiệp quan trọng. Năm 1331, thị xã được nâng thành thành phố bởi John I, Công tước Luxemburg, và vua Bohemia.
Ngành du lịch và giải trí là hoạt động chính ở đây.

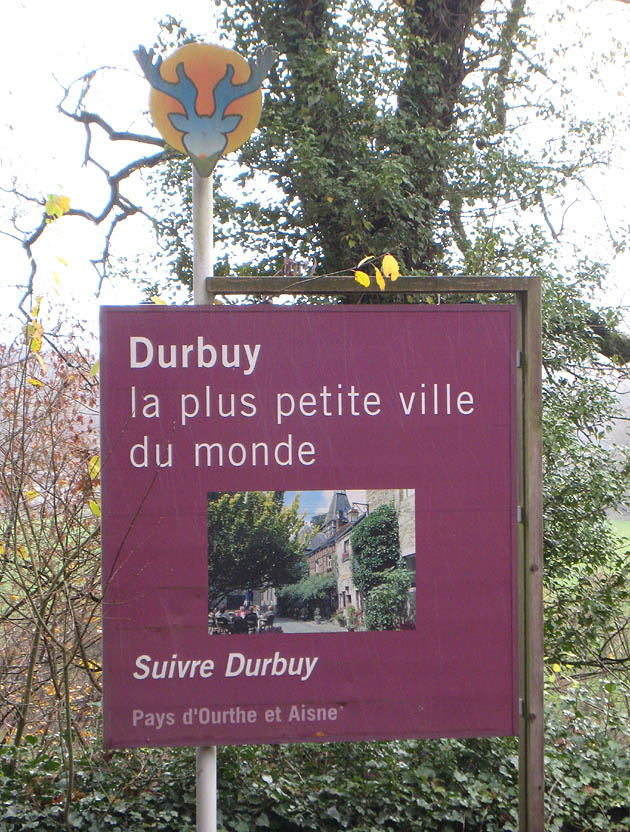
Durby